# Авария Ту-104 под Уссурийском
Авария Ту-104 под Уссурийском — авиационная авария, произошедшая 2 ноября 1961 года близ аэродрома Воздвиженка в окрестностях Уссурийска. Авиалайнер Ту-104Б Хабаровского ОАО авиакомпании «Аэрофлот» выполнял регулярный пассажирский рейс SU-007 по маршруту Москва — Хабаровск — Владивосток, но при заходе на посадку во Владивостокском аэропорту Кневичи самолёт столкнулся с препятствиями, в результате чего на левом крыле образовалась трещина и самолёт ушёл на второй круг. Из-за утечки топлива самолёт приземлился на поле близ авиабазы Воздвиженка около Уссурийска. Никто из 21 человека на борту — 13 пассажиров и 8 членов экипажа — не погиб.

## Хронология событий
Ту-104Б борт СССР-42504 2 ноября 1961 года должен был выполнить рейс 7 из Москвы во Владивосток с промежуточной посадкой в Хабаровске. На борту находилось 12 взрослых пассажиров и 1 ребенок.
При подходе к а/д Кневичи ночью экипаж получил разрешение на снижение и заход на посадку по существующей схеме и условия посадки: облачность 10 баллов слоисто-дождевая высотой 500 м, видимость 6-8 км, слабый дождь, штиль, давление 766.3 мм рт. ст., посадочный курс 250°. Эта погода, полученная от ранее садившегося экипажа самолета Ту-104, была часовой давности. Фактически же в момент посадки погода в а/п Кневичи была: облачность 10 баллов слоисто-дождевая высотой 300 м, умеренный дождь, видимость 1000 м, тихо, давление 765.3 мм рт. ст., температура +2°С, влажность 100 %.
Экипаж был предупрежден о неисправности глиссадного радиомаяка и что заход на посадку следует производить с помощью посадочного радиолокатора.
Снижаясь на посадку после четвертого разворота, экипаж с высоты 400 м стал просматривать огни подхода, расположенные по оси ВПП от ДПРМ до БПРМ. Когда самолет находился в 4 км от ВПП, экипажу было передано, что самолет находится на курсе и на глиссаде хорошо. Однако, при подходе к БПРМ, самолет снизился на недопустимо малую высоту и в 100 м до БПРМ зацепил за провода высоковольтной линии, сбил мачту БПРМ и верхушку рядом стоящего дерева высотой 10 м. В тот же момент командир корабля, не видя огней ВПП, увеличил мощность двигателей и ушел на второй круг. О снижении самолета ниже заданной глиссады экипаж с земли не был предупрежден. При подходе к БПРМ второй пилот предупредил командира: «Идём низковато», но никто из членов экипажа не доложил командиру корабля, что БПРМ еще не прошли, в то время как бортмеханик докладывал высоту полета по РВ-2: «50 метров, 30 метров».

### Происшествие
Вследствие удара о дерево носок левого крыла получил три пробоины по всей толщине носка, доходящие до первого лонжерона, шириной 400—500 мм. В местах пробоин носка крыла смяты трубопроводы дренажа, аварийного слива, а трубопровод питания топливом левого двигателя, расположенный в районе 11 бака, имеет сквозную пробоину размером 40×15 мм, через которую топливо из посадочной группы баков под давлением выбрасывалось наружу. Вследствие утечки топлива, на высоте 600 м, произошел отказ левого двигателя. Не докладывая о случившемся, экипаж продолжил набор высоты и на высоте 1600 м восстановил работу двигателя, но на высоте 3500 м двигатель отказал вновь. Только после этого командир корабля доложил об отказе двигателя, умолчав о столкновении самолета с препятствиями при заходе на посадку. 

### Аварийная посадка
Указанием ст. диспетчера смены а/п Кневичи самолет был направлен на запасной аэродром Воздвиженка. Но командир корабля, вторично запустив левый двигатель, запросил разрешение следовать в Хабаровск, доложив об остатке горючего 10 тонн, и получил на это разрешение с указанием занять эшелон 8000 м. В это время левый двигатель вновь отказал и командир корабля принял решение произвести посадку на а/д Воздвиженка. Подходя к аэродрому, экипаж настойчиво просил разрешение зайти на посадку с прямой, но, вследствие плохой оперативности работников службы движения а/д Воздвиженка, такой возможности экипажу не было предоставлено, а была дана команда заходить по схеме.
В начале третьего разворота, из-за выработки топлива, второй двигатель также прекратил работу и экипаж был вынужден произвести посадку на пахоту с убранными шасси, вне видимости земли. Пассажиры и экипаж получили ранения и ушибы. Самолёт восстановлению не подлежал.

## Расследование
| АП | Причинами аварии самолета явились: - преждевременное снижение самолета до БПРМ командиром корабля при заходе на посадку до высоты ниже установленной для его пролета и плохое взаимодействие между членами экипажа; - плохие организация и руководство полетами самолетов на а/д Кневичи; - отсутствие надлежащей информации руководителю полетов о состоянии фактической погоды в районе ВПП со стороны АМСГ а/п Владивосток. |